# Ectatoderus castigatus
Ectatoderus castigatus är en insektsart som först beskrevs av Karsch 1893.  Ectatoderus castigatus ingår i släktet Ectatoderus och familjen Mogoplistidae. Inga underarter finns listade i Catalogue of Life.